# Jakob Balzert
Jakob „Jockel“ Balzert (* 6. Januar 1918 in Köllerbach; † 23. Juni 1997) war ein deutscher Fußballspieler, der mit dem FV/1. FC Saarbrücken in den Jahren 1943 und 1952 zweimal im Finale um die deutsche Fußballmeisterschaft stand.

## Leben und Karriere

### Vereinslaufbahn, 1938 bis 1955
Balzert wurde in Köllerbach geboren und spielte zunächst für die Sportfreunde Köllerbach. Ab der Runde 1938/39 beherrschte er die linke Seite beim FV Saarbrücken. Mit technischer Raffinesse und listigen Einfällen sorgte „Jockel“ Balzert immer wieder über die linke Flanke für Impulse im Offensivspiel der Schwarz-Blauen vom Kieselhumes. Den sportlich ersten Höhepunkt erlebte der Spielmachertyp in der Kriegsrunde 1942/43 mit dem Meisterschaftserfolg der Saarbrücker in der Gauliga Westmark und dem damit verbundenen Einzug in die Endrunde um die deutsche Fußballmeisterschaft. Nach Erfolgen gegen den FC Mülhausen, den SV Victoria Köln, den VfR Mannheim und im Halbfinale gegen den First Vienna FC zog er mit den „Molschdern“ in das Finale am 27. Juni 1943 in Berlin gegen den Dresdner SC ein. An der Seite der Mitspieler Wilhelm Sold, Johann Herberger und dem vor der Saison aus Karlsruhe gekommenen Mittelstürmer Herbert Binkert konnte er den Meisterschaftserfolg der Sachsen um deren Achse Willibald Kreß, Herbert Pohl, Walter Dzur, Helmut Schubert, Richard Hofmann und Helmut Schön allerdings nicht verhindern.
In der Nachkriegszeit wurde das Saarland abermals eigenständig. Der 1. FC Saarbrücken, Nachfolger des im November 1945 aufgelösten FV Saarbrücken, blieb zunächst im deutschen Spielbetrieb aktiv und trug bis 1948 seine Rundenspiele in der Nordgruppe der Oberliga Südwest aus. Als dies ab der Runde 1948/49 nicht mehr möglich war, erhielten die Blau-Schwarzen nach langen Verhandlungen einen Startplatz in der zweiten französischen Division. Unter dem Namen „FC Sarrebruck“ spielten Balzert und Kollegen außer Konkurrenz im französischen Spielbetrieb mit und belegten dort (inoffiziell) den ersten Rang vor Racing Lens und Girondins Bordeaux. Nach 37 Spielen hatte die Mannschaft von Trainer Oskar „Ossi“ Müller 26 Spiele gewonnen, siebenmal Unentschieden gespielt und viermal verloren; das Torverhältnis lautete 148:50, Balzert hatte zehn der Saarbrücker Treffer erzielt. Diese Platzierung taucht jedoch bis heute in keiner Abschlusstabelle des französischen Verbandes auf. Nach dieser „Reiserunde“ – 23.314 Kilometer Bahnfahrt brachten die Malstatter hinter sich – schieden die Saarbrücker aus dem Spielbetrieb der Fédération Française de Football (FFF) aus und trugen in den folgenden zwei Jahren ausschließlich Freundschaftsspiele aus, darunter die um den lukrativen, vom FCS selbst organisierten Internationalen Saarlandpokal.
Dieser wurde zu einem weiteren Höhepunkt für Balzert und den 1. FC Saarbrücken. Im Wettbewerb um den von September 1949 bis Mai 1950 ausgetragenen Pokal und die Siegprämie von zwei Millionen Saar-Franken spielte der 1. FC Saarbrücken zunächst zu Hause gegen 14 europäische Spitzenmannschaften und eine Mannschaft aus Santiago de Chile. In der Endrunde setzte sich Saarbrücken am 10. Juni 1950 zunächst im Halbfinale mit einem 1:0-Erfolg durch ein Tor von Balzert gegen Hajduk Split durch und holte sich am folgenden Tag im Finale mit einem 4:0-Sieg gegen Stade Rennes den Pokal. In der Saison 1950/51 nahm als zweite gastgebende Mannschaft der VfB Neunkirchen am Wettbewerb teil. Die Qualifikationsspiele wurden als Hin- und Rückspiele ausgetragen. Nachdem die Aufnahme des saarländischen Fußballs in die deutsche Ligastruktur für die Spielzeit 1951/52 feststand, flachte das Interesse für den Internationalen Saarlandpokal ab und das französische Hochkommissariat strich die Finanzierung der Endrunde, sodass der Wettbewerb nicht zu Ende geführt wurde.
Balzert bereiste in den frühen 1950er Jahren mit dem 1. FC Saarbrücken halb Europa, trug viele Freundschaftsspiele aus und der 1. FCS wurde in der Presse als „interessanteste Elf Europas“ bezeichnet. Sensationell war am 21. Februar 1951 der 4:0-Erfolg bei Real Madrid. Reals Heimniederlage im Nuevo Estadio Chamartín (heute Estadio Santiago Bernabéu) besiegelten Balzert, Kurt Clemens, Herbert Binkert und Henry Prieur. Als der 1. FC Saarbrücken in der Saison 1951/52 wieder in der Oberliga Südwest spielberechtigt war, feierten Balzert und Kollegen unter der Regie von Trainer Auguste „Gustl“ Jordan mit sechs Punkten Vorsprung vor der TuS Neuendorf und gar neun Punkten Abstand zum 1. FC Kaiserslautern auf Anhieb die Meisterschaft. Den Serienstart im Südwesten erlebten die beiden saarländischen Mannschaften verspätet am vierten Spieltag. Beim 3:1-Auswärtserfolg gegen Eintracht Trier besorgte Balzert die 1:0-Führung und erzielte damit das erste Tor für den 1. FC Saarbrücken in der eingleisigen Oberliga Südwest. Nach dem zwölften Spieltag, die Blau-Schwarzen hatten erst neun Spiele ausgetragen, stand Saarbrücken ohne Punktverlust bereits souverän an der Tabellenspitze. Zum Ende der Spielzeit konnten Balzert und seine Kollegen endgültig die Meisterschaft und damit den Einzug in die Endrunde um die deutsche Fußballmeisterschaft feiern.
In der Endrunde um die deutsche Fußballmeisterschaft 1952, die vom 27. April bis 22. Juni stattfand, absolvierte der 34-jährige Routinier seine Einsätze als ballgewandter linker Außenläufer die Gruppenspiele gegen den FC Schalke 04, den 1. FC Nürnberg und den Hamburger SV, an deren Ende die Qualifikation für das Endspiel stand. Er gehörte auch beim entscheidenden Gruppenspiel am 8. Juni 1952 vor 35.000 Zuschauern am Kieselhumes gegen den 1. FC Nürnberg der mit 3:1 siegreichen Malstatter Elf an und bestand dabei das Duell gegen Max Morlock, der beim „Club“ auf Halbrechts stürmte. Trotz des herausragenden Innentrios mit Herbert Martin, Herbert Binkert und Peter Momber verloren die Blau-Schwarzen das Finale mit 2:3 gegen den VfB Stuttgart. In den Jahren 1953 und 1955 belegte der Senior Balzert mit dem 1. FC Saarbrücken noch zweimal den dritten Rang in der Oberliga Südwest. Sein letztes Oberligaspiel absolvierte der filigrane Techniker am 27. Februar 1955 im Alter von 37 Jahren gegen den FV Speyer, als man sich mit einem 1:1-Remis in der Domstadt trennte. Insgesamt wird Balzert mit 126 Oberligaspielen und 19 Toren geführt. Daneben war er noch in der Endrunde um die deutsche Meisterschaft in zwölf Spielen mit drei Toren im Einsatz.

### Nationalmannschaft, 1951 bis 1953
„Jockel“ Balzert kam zu sechs Länderspielen für die Nationalmannschaft des Saarlandes. Am 27. Mai 1951 debütierte der Köllerbacher unter Auguste Jordan beim 3:2-Sieg gegen Österreich B an der Seite von Leibenguth, Binkert, Martin und Bild. Herausragend waren seine beiden letzten Spiele für die Nationalmannschaft in der Qualifikation zur Fußball-Weltmeisterschaft 1954 gegen Deutschland und Norwegen unter Nationaltrainer Helmut Schön. Zwar stand er mit seinen 35 Jahren im Oktober und November 1953 nicht mehr im Zenit seines Könnens, trotzdem trug er mit seiner Balltechnik und Übersicht immer noch mit dazu bei, dass sich zum einen die Herberger-Elf gegen den Außenseiter von der Saar beim 3:0-Erfolg im Stuttgarter Neckarstadion weit schwerer tat, als es das Resultat ausdrückt und zum anderen die Norweger in Saarbrücken lediglich zu einem schmeichelhaften 0:0 kamen.

### Neben dem Platz
In der Saison 1946/47 trainierte Balzert den FV 08 Püttlingen in der Bewährungsklasse Saar, Gruppe West und stieg mit der Mannschaft am Saisonende in die Ehrendivision auf. Im Juni 1997 verstarb Balzert „nach langem Leiden“ im Alter von 79 Jahren. Er wurde in seinem Geburtsort Köllerbach beigesetzt.